# Китова акула
Китовата акула (Rhincodon typus) е най-голямата акула, а също така най-голямата от живеещите днес риби. Най-големият измерен екземпляр е с дължина 12,65 m. Той е уловен през 1949 г. в Индийския океан, край бреговете на Пакистан.. Те се хранят с планктон, който филтрират от водата, също така и с мекотели, ракообразни и дребни рибки, но въпреки огромните си размери са напълно безопасни за човека. Устата на китовата акула е широка повече от 2 метра.
На цвят са сиво-синкави, като коремът е по-светъл, а на гърба си имат светли петна. Предпочитат температура на водата от 21 до 25 °C и са разпространени във всички тропични и субтропични морета.
За първи път е идентифицирана през април 1828 година и по-подробно описана през 1849 година.